# Kagans Neueste Schachnachrichten
Kagans Neueste Schachnachrichten – niemieckie czasopismo szachowe wydawane w latach 1921–1932 przez Bernharda Kagana.